# إيجوير (محطة مترو أنفاق لندن)
إيجوير (بالإنجليزية: Edgware)‏ هي إحدى محطات مترو أنفاق لندن. تقع على خط نورذيرن أفتتحت في المنطقة (Zone) رقم 5 أفتتحت في 18 أغسطس 1924.

## معرض صور

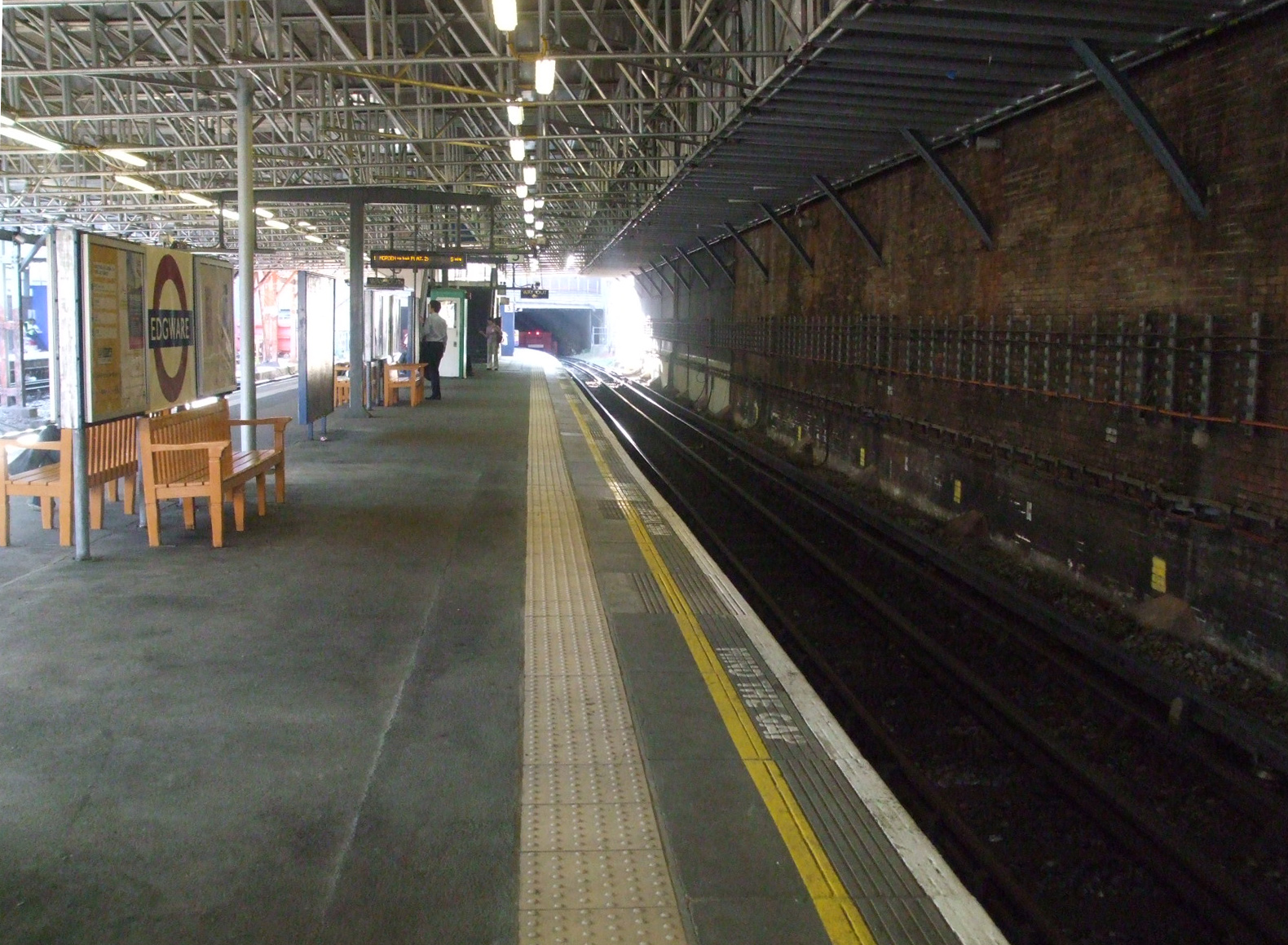
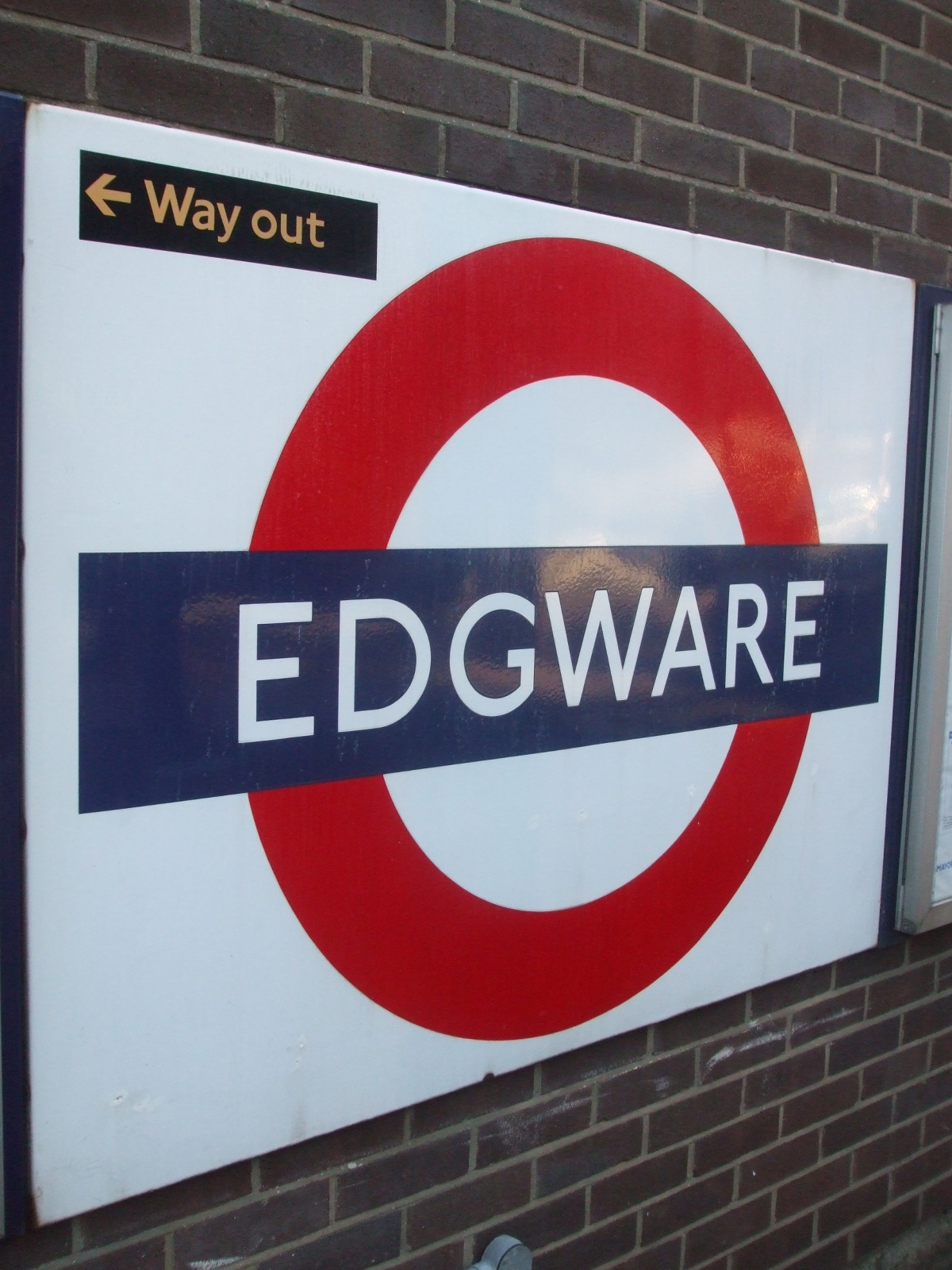
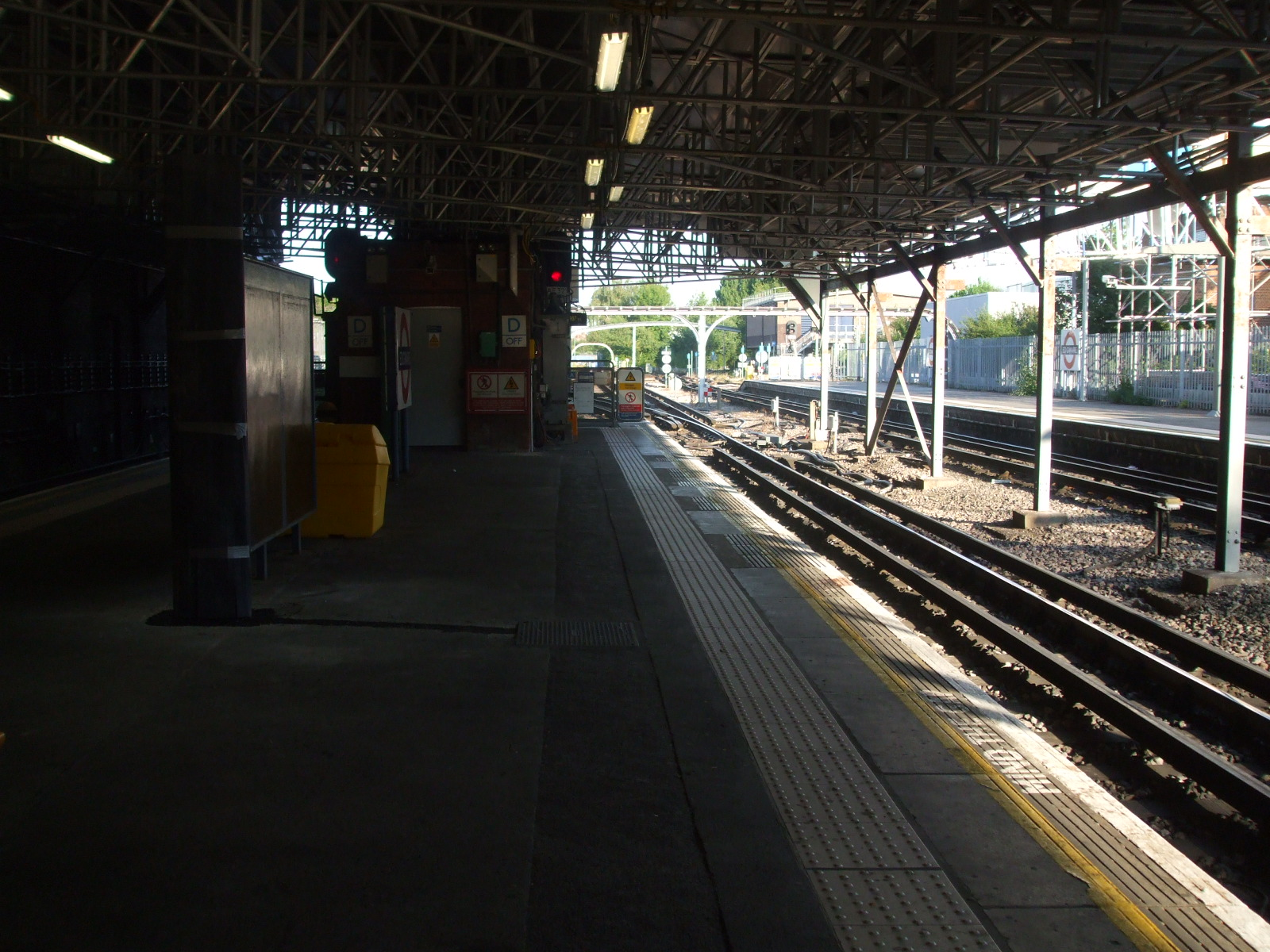
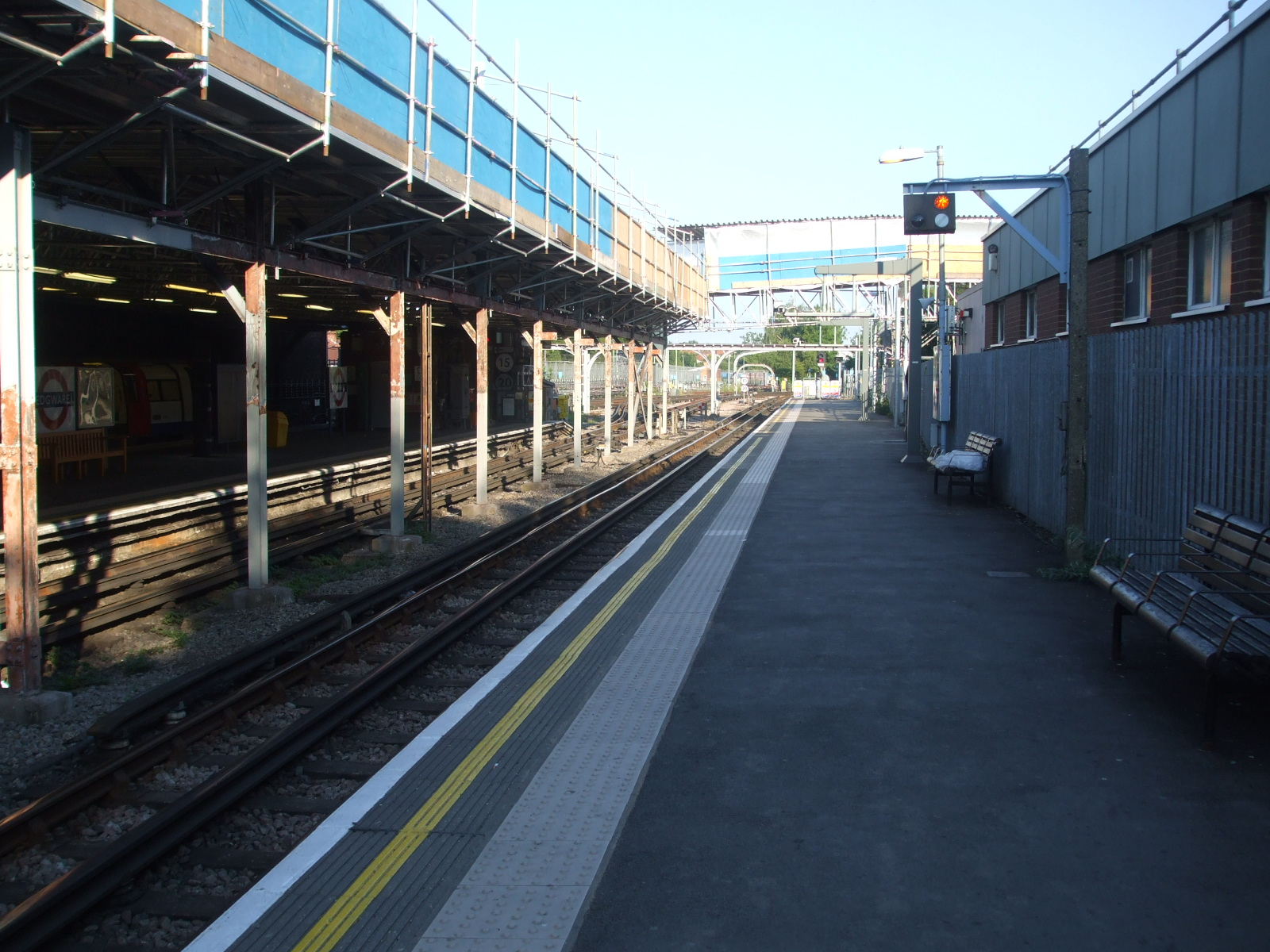